# 德懷特·D·艾森豪號航空母艦
德懷特·D·艾森豪號航空母艦（USS Dwight D. Eisenhower CVN-69），或簡稱為艾森豪號航空母艦，是美國尼米茲級核動力航空母艦的二號艦。艦名承襲自參加過第二次世界大戰的美國第34任總統德懷特·艾森豪，因此也與艾森豪總統一樣，經常被暱稱為「艾克」（Ike）。2005年完成核燃料加注和期中大修。預計該艦將服役至2029年。

## 歷史
1970年6月29日，位於維吉尼亞州紐波特紐斯（Newport News, VI）的紐波特紐斯造船廠（Newport News Shipbuilding）獲得一紙合同，正式開始艾森豪號的建造工程。該艦原本在起造時使用的是代表核動力攻擊航空母艦的「CVAN-69」之艦隻代號，但在1975年6月30日時，順應美國海軍的艦種簡化政策將攻擊航空母艦併入航空母艦的類別，而改編號為CVN-69。1970年8月15日，艾森豪號的龍骨正式安放（船體編號為599），當時斥資6億7千9百萬美元的預算以2007年的標準來看，約合45億美元的水準。
艾森豪號於1975年10月11日正式下水，正式取代美國海軍在二戰時代就已建造的老航艦“羅斯福”号（CV-42），當時主持下水典禮的贊助人瑪咪·艾森豪（Mamie Doud-Eisenhower）是艾森豪的遺孀。經過為期約兩年的測試後，該艦於1977年10月18日正式就役，首任艦長為威廉·藍西（William E. Ramsey）。截至2007年為止，艾森豪號共歷經了13任的艦長之領導。艾森豪號就役首先就被指派至美國海軍大西洋艦隊，並在1979年1月時首次部署至地中海地區。
1990年8月，伊拉克發動奇襲佔領了科威特，艾森豪號是第一艘趕至紅海馳援的航空母艦，也是歷史上第二艘曾經通過蘇伊士運河的核動力航空母艦。若伊拉克入侵沙烏地阿拉伯它能加以打擊。艾森豪號艦上的航空武力負責支援聯合國對伊拉克的禁運，除此之外，它也參與了1991年的沙漠風暴行動（Operation Desert Storm）。艾森豪號成軍以來大部分的時間都只負責和平巡曳，這是它首次的實戰任務。

## 航艦戰鬥群
艾森豪號是美國海軍第8航艦戰鬥群（CSG-8）的旗艦，搭載第7艦載機聯隊（CVW-7），也是第28驅逐戰隊（Destroyer Squadron 28）指揮官的駐艦。整個第8航艦戰鬥群的成員包括了：
- 第28驅逐戰隊（DESRON-28）
  - “碉堡山”号導彈巡洋艦
  - “拉梅奇”号驱逐舰
  - “安齊奧”号導彈巡洋艦（USS Anzio CG-68）
  - “梅森”号驅逐艦 (DDG-87)
  - 紐波特紐斯號核子攻擊潛艇（USS Newport News  SSN-750）
- 第7艦載機聯隊（CVW-7）
  - 第103「海盜旗」戰鬥攻擊中隊（VFA-103 "Jolly Rogers"）
  - 第143「吐狗」戰鬥攻擊中隊（VFA-143 "Puking' Dogs"）
  - 第131「野貓」戰鬥攻擊中隊（VFA-131 "Wildcats"）
  - 第83「暴跳者」戰鬥攻擊中隊（VFA-83 "Rampagers"）
  - 第140「愛國者」電子攻擊中隊（VAQ-140 "Patriots"）
  - 第125「虎尾」空中早期預警中隊（VAW-125 "Tigertails"）
  - 第5「夜杓」直昇機反潛中隊（HS-5 "Nightdippers"）
  - 第40「生皮鞭」艦隊後勤支援中隊（VRC-40 "Rawhides"）

## 流行文化

### 電影
- 美國刺客[6]

## 外部連結
- 美國海軍官方網站 （页面存档备份，存于）
- 艾森豪號官方網站 （页面存档备份，存于）